# 미국 정부 그룹 채팅 유출
2025년 3월 11일부터 15일까지, 미국 국가안전보장 지도자 그룹은 메시징 서비스 시그널을 사용하여 작전명 러프 라이더라는 코드명으로 예멘의 후티에 대한 임박한 군사 작전에 대해 그룹 채팅을 했다. 채팅 멤버 중에는 JD 밴스 부통령, 백악관 수석 보좌관, 3명의 미국 내각 장관, 그리고 2개의 미국 정보공동체 기관장이 포함되어 있었다. 국가안보보좌관 마이크 왈츠가 미국 잡지 디 애틀랜틱의 편집장이자 PBS 주간 뉴스 프로그램 워싱턴 위크의 진행자인 제프리 골드버그를 그룹에 잘못 추가하면서 고위급 유출이 발생했다. 3월 15일, 피트 헤그세스 국방부 장관은 채팅을 통해 항공기 및 미사일 종류, 발사 및 공격 시간 등 임박한 공습에 대한 민감하고 기밀에 속하는 세부 정보를 공유했다. 중앙정보국 국장 존 랫클리프는 채팅에서 현역 위장 CIA 요원의 이름을 언급했고, 밴스와 헤그세스는 유럽 동맹국에 대한 경멸을 표했다.
채팅 내용은 골드버그가 디 애틀랜틱에 일부 편집된 녹취록을 게시하면서 3월 24일에 공개되었다. 백악관 미국 국가안전보장회의 대변인 브라이언 휴스는 채팅의 진위 여부를 확인했다. 다른 도널드 트럼프 2기 행정부 관리들이 편집된 부분이 기밀정보를 포함하고 있을 가능성이 있다는 골드버그의 특성화를 반박한 후, 디 애틀랜틱은 3월 25일 전체 녹취록을 공개했다. 이 사건은 국가안보 지도자들의 정보 보안 관행, 그들이 공개했을 수 있는 다른 민감한 정보, 기록 보존 법규 준수 여부, 트럼프 행정부의 설명책임, 그리고 기타 여러 가지 우려를 불러일으켰다. 이 정치 스캔들은 언론에서 시그널게이트라는 별명으로 불렸다.
백악관 정보 기술 사무실의 포렌식 조사는 왈츠가 골드버그의 전화번호를 휴스의 연락처 정보에 실수로 저장했음을 확인했다. 왈츠는 휴스를 추가하려다가 골드버그를 채팅에 추가했다. 이어서 탐사보도 기자들은 왈츠 팀이 정기적으로 그룹 채팅을 만들어 공식 업무를 조율했으며 헤그세스가 그의 아내, 형제, 변호사가 포함된 두 번째 그룹 채팅에 예멘 미사일 공격에 대한 세부 정보를 공유했다고 보도했다.

## 배경

### 미국의 예멘 공격

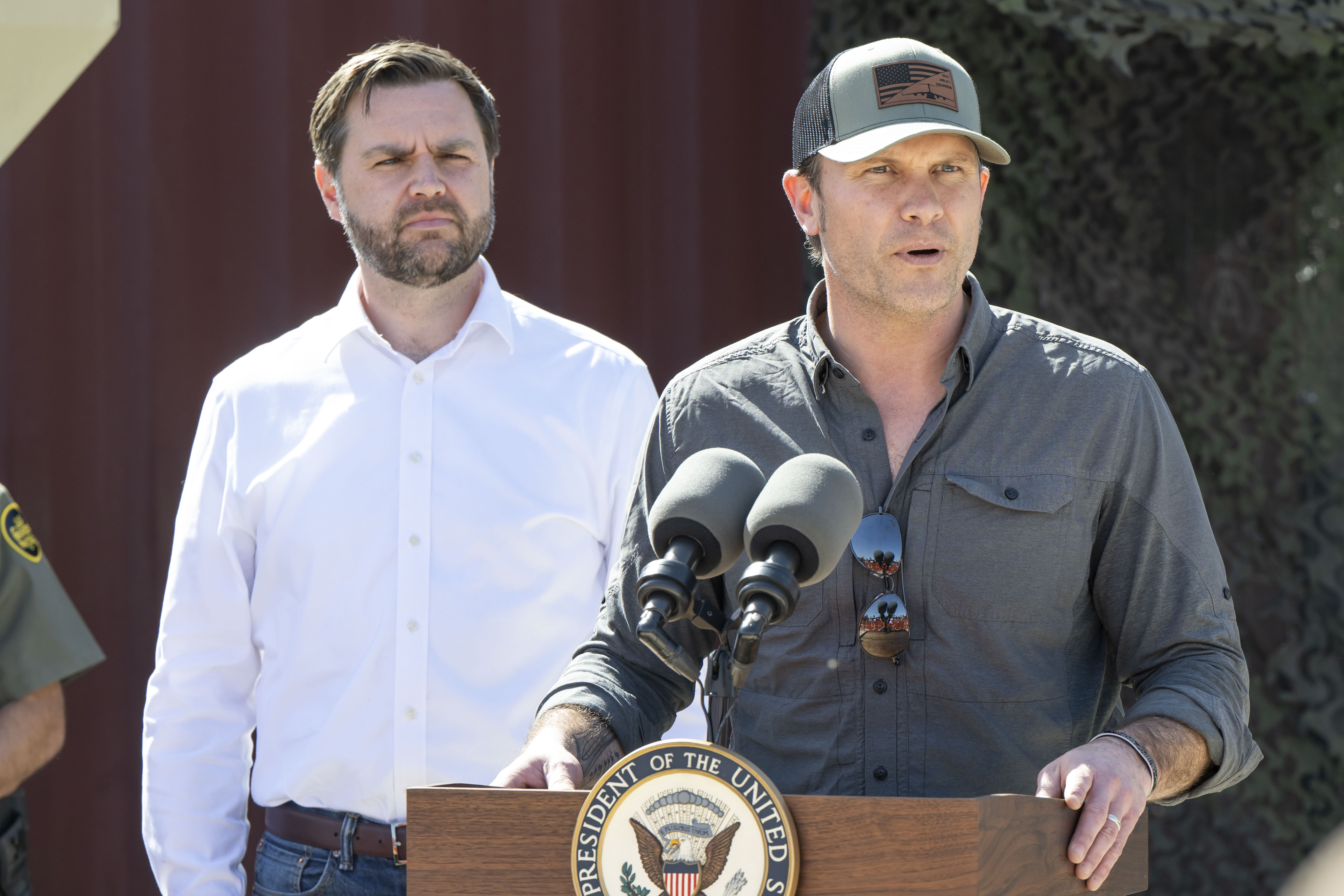
그룹 채팅에 참여한 도널드 트럼프 2기 행정부 고위 관리 중 두 명인 JD 밴스와 피트 헤그세스

가자 전쟁으로 인해 예멘의 후티 행정부는 상선 폭격, 납치 및 파괴를 포함하여 이스라엘과 홍해의 국제 선박에 대한 공격을 시작했다. 2024년 1월, 미국과 영국은 이에 대한 보복으로 후티에 대한 일련의 공습을 시작했다.
2025년 1월 취임 후, 트럼프 행정부는 이전 조 바이든 행정부보다 후티의 국제 해상 운송 방해에 대해 더욱 단호한 대응을 시행할 것이라고 주장했다. 1월 19일 2025년 이스라엘-하마스 전쟁 휴전이 시행된 후, 후티는 이스라엘과 관련된 선박을 제외하고 홍해를 통과하는 선박 공격을 중단할 것이라고 발표했다. 이스라엘이 가자지구에 대한 인도적 지원을 차단한 후, 후티는 3월 11일 공격을 재개했다. 3월 15일, 미국은 예멘에 대한 또 다른 일련의 공습을 시작했다. 이 공격은 국방부 장관 피트 헤그세스가 미국-스페인 전쟁 당시 시어도어 루스벨트 대통령의 러프 라이더스를 언급하며 작전명 러프 라이더(Operation Rough Rider)라고 명명한 작전의 일부였다.

### 시그널 메시징 앱

유출의 중심이 된 소프트웨어인 시그널.

모바일 메시징 앱 시그널은 2024년 중국 통신 침해 사건 이후 모든 메시지와 음성 통화에 대한 기본 단대단 암호화, 최소한의 데이터 수집, 선택적 메시지 자동 삭제 기능 덕분에 일반 대중 사이에서 인기를 얻었다. 미국 정부는 기록 보존 법규와 사용자의 기기가 손상될 경우 앱의 보안 기능이 작동하지 않을 가능성 때문에 시그널을 공식 업무에 사용하는 것을 권장하지 않는다.
2025년 3월 18일, 펜타곤은 부서 전체에 메모를 보내 "주의: 제3자 메시징 앱(예: 시그널)은 정책상 비기밀 설명책임/회수 훈련에는 허용되지만, 비공개 비기밀 정보를 처리하거나 저장하는 데는 승인되지 않는다"고 경고했다. 이 범주의 정보 공개는 진행 중인 군사 작전에 대한 정보보다 잠재적으로 훨씬 덜 피해를 줄 수 있다. 전 NSA 해커는 시그널을 데스크톱 앱과 연결하는 것이 가장 큰 위험 중 하나이며, 랫클리프는 그렇게 했다고 시사했다.

### 트럼프 행정부 구성원들의 과거 발언
시그널 그룹 채팅에 참여했던 트럼프 행정부 구성원 중 일부는 이전에 힐러리 클린턴의 힐러리 클린턴 이메일 논란을 비판한 바 있다. 도널드 트럼프는 2016년에 클린턴이 "정부 보안을 우회"하려 했고 "안전하지 않은 서버에서 기밀 정보를 주고받아 미국 국민의 안전을 위협에 빠뜨렸다"고 말했다. 피트 헤그세스는 2016년에 미국의 동맹국들이 "우리 지도자들이 정보 취급에 있어서 엄청난 과실이나 무모함 때문에 그들을 노출시킬까 봐 걱정할 것"이라고 말했다. 스티븐 밀러는 2022년에 클린턴의 "안전하지 않은" 통신 사용으로 인해 "외국 적들이 실시간으로 기밀 작전 및 정보를 쉽게 해킹할 수 있었다"고 말했다. 한편, 마이크 왈츠는 클린턴이 "개인 서버에서 33,000개의 정부 이메일을 삭제"할 수 있었다고 주장했다.
시그널 그룹 채팅에 참여했던 다른 트럼프 행정부 구성원들은 이전에 보안 위반에 대해 엄격히 처벌해야 할 필요성을 강조했다. 털시 개버드는 2025년 3월 14일에 "기밀 정보의 무단 공개는 법 위반이며 그렇게 처리될 것"이라고 말했으며, 존 랫클리프는 2019년에 "기밀 정보를 부적절하게 취급하는 것은 여전히 간첩법 위반"이라고 밝혔다.

## 멤버

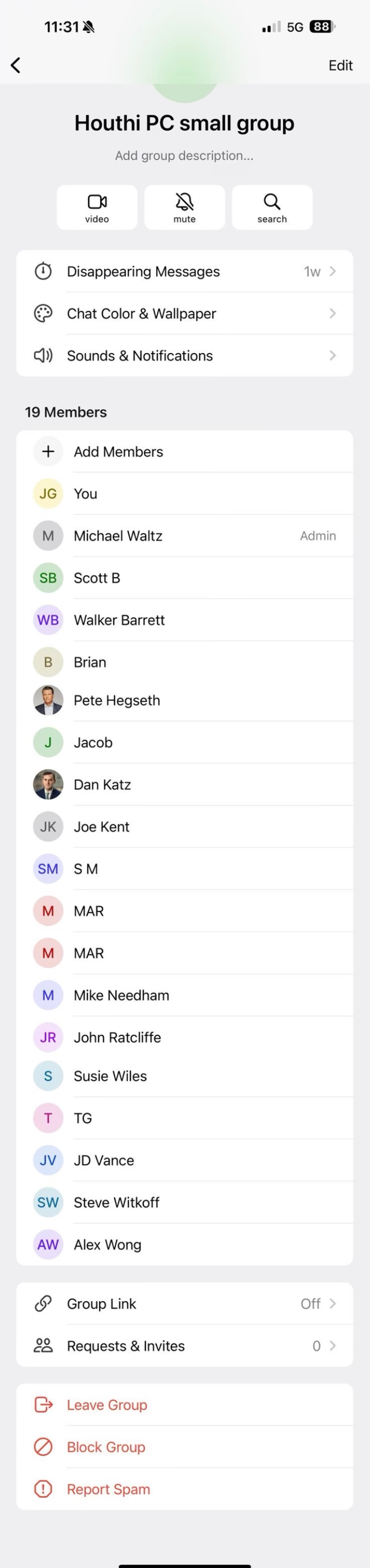
그룹 채팅 멤버들

그룹의 19명 멤버는 다음과 같으며, 디 애틀랜틱이 CIA의 요청으로 이름을 공개하지 않은 CIA 요원 1명이 포함된다:
- 앨릭스 웡, 수석 국가안보 부보좌관.[30]
- 브라이언 맥코맥, 미국 국가안전보장회의 비서실장.
- 댄 카츠, 재무부 장관 비서실장.[31]
- 제이콥, 신원 불명.[30]
- JD 밴스, 미국의 부통령.
- 제프리 골드버그, 디 애틀랜틱 편집장.
- 조 켄트, 국가정보국장 대행 비서실장, 국가테러대책센터 국장 지명자.[30]
- 존 랫클리프, 중앙정보국 국장.
- 마코 루비오, 미국의 국무장관.
- 마이크 니덤, 미국 국무부 외교 정책 특별고문 겸 컨설턴트.
- 마이크 왈츠, 미국 국가안보보좌관.
- 피트 헤그세스, 미국의 국방부 장관.
- 스콧 베선트, 미국의 재무장관.
- 스티븐 밀러, 백악관 정책 담당 부비서실장.
- 스티브 위트코프, 주중동 미국 특별 사절.
- 수지 와일스, 미국의 대통령 비서실장.
- 털시 개버드, 미국 국가정보국장.
- 워커 배럿, 미국 하원 군사위원회 공화당 전문 스태프.[32]

## 유출
2025년 3월 11일, 미국 국가안보보좌관 마이크 왈츠는 시그널에서 부통령 JD 밴스, 국무장관 마코 루비오, 국방부 장관 피트 헤그세스, CIA 국장 존 랫클리프, 미국 국가정보국장 털시 개버드("TG"로 식별), 미국의 재무장관 스콧 베선트("Scott B"로 식별), 백악관 부비서실장으로 추정되는 스티븐 밀러("S M"으로 식별), 미국의 대통령 비서실장 수지 와일스, 그리고 주중동 미국 특별 사절 스티브 위트코프 등 여러 고위 행정부 관리들이 포함된 그룹 대화를 개설했다.
채팅을 개설하면서 왈츠는 디 애틀랜틱 잡지의 편집장인 제프리 골드버그에게 대화 참여를 요청하는 시그널 요청도 보냈다. 2025년 3월 13일, 왈츠는 골드버그를 "후티 PC 소그룹"이라는 이름의 개인 시그널 그룹 채팅에 추가했다. 채팅에서 그의 존재는 "JG"라는 핸들로 다른 멤버들에게 보였지만, 다른 멤버들은 그의 신원을 알지 못했다.
이 그룹은 처음에 인력 배치에 대한 메시지를 교환했으며, 주요 담당자들이 조정을 위해 각 부서의 대표자들을 지정했다. 이후 논의에서 관리들은 예멘에서 계획된 군사 공격에 대한 민감한 작전 세부 사항을 공유했는데, 여기에는 목표물, 무기 및 공격 순서에 대한 구체적인 정보가 포함되었다.
3월 13일 위트코프는 모스크바에서 러시아 지도자 블라디미르 푸틴과 만났지만, 당시 시그널이 설치된 기기를 가지고 있었는지는 알려지지 않았다. 모스크바 시간 자정 직후, 채팅에서는 현역 CIA 정보 요원의 이름이 언급되었다. 텔레그램 게시물에 따르면, 위트코프와 푸틴은 새벽 1시 30분까지 회의를 했다.
3월 14일, 그룹 논의는 후티 목표물에 대한 예상 군사 행동으로 전환되었다. 위트코프는 러시아를 떠나 아제르바이잔의 바쿠에 있었다. 밴스와 관련된 계정은 작전 시기와 행정부 메시지와의 일치 여부에 대해 유보적인 입장을 표명하며 한 달 연기를 제안했다. 이 계정은 다음과 같이 진술했다.
대통령이 현재 유럽에 대한 그의 메시지와 이것이 얼마나 일치하지 않는지 알고 있는지 확실하지 않다. 유가가 중등도에서 심각한 수준으로 급등할 위험이 더 있다. 나는 팀의 합의를 지지하고 이러한 우려를 나 혼자 간직할 용의가 있다. 하지만 한 달 연기하고, 왜 이것이 중요한지 메시지 작업을 하고, 경제 상황을 지켜보는 등 강력한 주장이 있다.

헤그세스 관련 계정은 즉각적인 행동의 이유를 제시하며, 지연으로 인한 잠재적 유출로 행정부가 우유부단하게 보일 수 있다는 위험을 지적했다. 그룹 토론에는 홍해 해상 운송에 대한 유럽 경제 이익과 동맹국과의 비용 분담에 대한 행정부의 정책에 대한 교환이 포함되었으며, 밴스 관련 계정은 "유럽을 또 다시 구제하는 것이 정말 싫다"고 말했고, 헤그세스 관련 계정은 "부통령: 유럽의 무임승차에 대한 당신의 혐오감에 전적으로 동의한다. 한심하다. 하지만 마이크 말이 맞다, 우리 행성에서 (우리의 장부 상) 이것을 할 수 있는 유일한 존재는 우리뿐이다."라고 응답했다. 스티븐 밀러로 추정되는 계정은 대통령이 "승인"했지만, 유럽 국가들이 해상 운송 보안에 재정적으로 기여할 것이라는 보장을 원한다고 말하며 논의를 효과적으로 종료했다.
3월 15일 EDT (UTC−4) 오전 11시 44분, 헤그세스와 관련된 계정은 골드버그가 설명한 대로 임박한 공격에 대한 상세한 작전 정보를 공유했는데, 여기에는 목표 정보, 사용될 무기 체계, 공격 순서가 포함되었다. 골드버그는 이 메시지가 공격이 EDT 오후 1시 45분경 시작될 것임을 나타낸다고 진술했다. 디 애틀랜틱이 채팅 대부분을 공개했을 때, 헤그세스는 F-18 항공기, MQ-9 드론, 토마호크 미사일의 발사 시간, 그리고 F-18 항공기가 목표물에 도달하는 시간, 폭탄이 떨어지는 시간 등 정보를 공개했음이 드러났다.

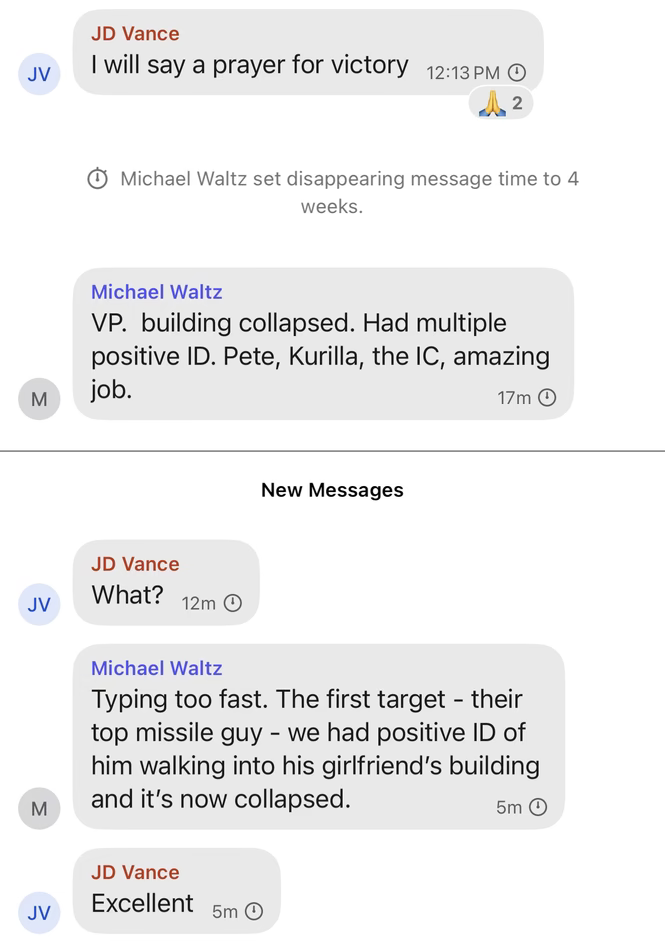
유출된 채팅에서 왈츠가 밴스에게 예멘 공격 결과에 대해 업데이트하는 스크린샷

3월 15일 EDT 오후 1시 55분경, 골드버그는 소셜 미디어 보도를 통해 예멘 수도 사나에서 폭발이 일어나고 있음을 확인했다. 공격 후, 그룹 멤버들은 축하 메시지를 주고받았다. 왈츠와 관련된 계정은 군사 작전을 "놀라운 작업"으로 묘사했으며, 다른 계정들도 긍정적인 반응을 보였다. 왈츠와 관련된 계정은 이에 대한 응답으로 주먹, 미국 국기, 불꽃 상징의 세 가지 이모지를 공유했다. "MAR"로 식별되는 사용자(루비오로 추정됨)는 국방부 장관 피트 헤그세스를 언급하며 "피트와 당신 팀!!"에게 축하를 보냈다. 위트코프와 관련된 계정은 두 개의 기도하는 손, 굽은 이두박근, 두 개의 미국 국기 등 다섯 개의 이모지가 포함된 메시지를 보냈다.
골드버그는 대화에 참여하지 않고 관찰했으며, 결국 채팅에서 나갔는데, 그가 나간 시점에 그룹 멤버들에게 자동으로 통보되었을 것이다. 그는 그의 참여나 이탈에 대한 어떠한 문의도 받지 않았다.

### 첫 번째 애틀랜틱 기사
2025년 3월 24일, 골드버그는 디 애틀랜틱에 그룹 채팅과 보안 침해에 대한 기사를 발표했다. 그는 국가안보 작전의 시그널을 통한 조율이 간첩법을 위반할 가능성이 있다는 보안 전문가들의 우려를 표명했다. 시그널은 기밀 정보를 공유하는 정부 승인 플랫폼이 아니다. 전문가들은 또한 공식 정부 업무와 관련된 통신 보존을 요구하는 연방 기록 법규의 잠재적 위반에 대해서도 우려를 제기했다. 시그널 그룹은 왈츠에 의해 메시지를 1주 또는 4주 후에 삭제하도록 설정되어 있었다고 한다. 그룹에 기자가 포함된 것은 적절한 승인 없이 개인에게 민감한 정보를 불법적으로 공개한 것으로 볼 수 있다.

### 의회 청문회
3월 25일, 미국 정보공동체의 전 세계 위협 평가에 대한 연례 청문회가 미국 상원 정보위원회에서 열렸고, 고위 정보 장교들이 유출에 대해 질문을 받았다. 공화당 상원의원인 마이크 라운즈 (사우스다코타)와 토드 영 (인디애나)도 청문회의 기밀 부분에서 유출에 대한 질문을 할 것이라고 말했다. 3월 26일, 미국 하원 정보위원회는 같은 맥락에서 청문회를 열어 유출에 대해서도 논의했다.

### 두 번째 애틀랜틱 기사
행정부가 시그널 그룹에 기밀 자료가 공유되지 않았다고 주장한 것에 대해, 골드버그와 셰인 해리스는 3월 26일 디 애틀랜틱에 두 번째 기사를 발표했다. 이 기사는 후티에 대한 3월 15일 공격 중에 있었던 대화 전문을 포함했으며, CIA 요원의 이름만 삭제되었다. 이 기사는 대화에 계획된 군사 공격의 특정 시간과 배포에 대한 실시간 보고가 포함되어 있음을 밝혔다.

## 백악관 내부 조사
유출 사건 이후, 미국 상원 군사위원회의 요청에 따라 펜타곤은 2025년 4월 3일 내부 조사를 시작했다.
가디언에 따르면, 백악관 정보 기술 사무실의 "포렌식 검토" 결과 골드버그가 2024년 10월 트럼프의 부상 군인에 대한 태도를 비판하는 기사에 대해 선거 캠페인에 이메일을 보냈음을 발견했다. 캠페인은 이 이메일을 당시 트럼프 대변인이었던 브라이언 휴스에게 전달했고, 휴스는 이메일 전체 내용을 복사하여 왈츠에게 문자 메시지로 보냈다. 이 내용에는 골드버그의 전화번호가 포함된 서명 블록이 있었다.
왈츠는 골드버그에게 전화하지 않고, 골드버그의 번호를 자신의 아이폰에 휴스의 연락처 정보 아래에 저장했다. 가디언은 "백악관에 따르면, 이 번호는 왈츠의 아이폰에서 '연락처 추천 업데이트' 중에 실수로 저장된 것"이며, 이는 알고리즘이 관련이 있을 수 있다고 감지하는 알 수 없는 번호를 기존 연락처에 추가하도록 제안하는 기능이라고 보도했다.
선거 후, 휴스는 미국 국가안전보장회의의 대변인이 되었다. 왈츠가 "후티 PC 소그룹" 채팅에 휴스를 추가하려다가 실수로 골드버그를 추가할 때까지 왈츠의 실수는 발견되지 않았다.

## 추가 시그널 그룹 채팅
2025년 3월 30일, 월스트리트 저널은 왈츠가 소말리아와 러시아의 우크라이나 침공을 포함한 여러 주제로 내각 구성원들과 시그널 그룹 채팅을 주최했다고 보도했다. 2025년 4월 2일, 폴리티코에 글을 쓰는 다샤 번스는 왈츠 팀이 "우크라이나, 중국, 가자, 중동 정책, 아프리카 및 유럽을 포함한 문제에 대한 공식 업무를 조율하기 위해 정기적으로 시그널에서 채팅을 설정했다"고 보도했다. 번스의 네 출처는 그룹 채팅에 포함되었거나 이에 대한 직접적인 지식을 가지고 있었다. 네 명 모두 "국가안보 업무의 민감한 세부 사항"을 보았다고 보고했지만, 그 분류를 확인할 수는 없었다.
2025년 4월 20일, 뉴욕 타임스는 국방부 장관 피트 헤그세스가 "국방 | 팀 회의"라는 제목의 또 다른 시그널 그룹 채팅을 시작했다고 보도했다. 이 채팅에는 공습 시기에 대한 정보가 포함되어 있었으며, 헤그세스의 형제, 아내 및 약 12명의 다른 사람들이 포함되어 있었다. 펜타곤 대변인들은 정보원들이 헤그세스의 의제를 방해하려 했으며, "어떤 시그널 채팅에도 기밀 정보가 없었다"고 진술했다.
전 펜타곤 관리 에블린 파르카스는 참가자들이 군사 비밀을 부적절하게 다루면서 "법을 위반"한 것으로 보인다고 말했다. 일부 언론은 익명의 소식통을 인용하여 백악관이 헤그세스를 해고하는 것을 고려하고 있다고 보도했다.

### 기타 보안 오류
2025년 3월 26일, 독일 잡지 슈피겔은 개버드, 헤그세스, 왈츠를 포함한 그룹 채팅 멤버들의 개인 연락처 정보와 비밀번호를 인터넷에서 찾을 수 있었다고 보도했다. 이들은 이 정보를 공개하지 않고, 해당 관리들과 미 국방부에 그들의 발견을 알렸다. 같은 날, 와이어드는 왈츠의 벤모 계정이 대중에게 공개되어 있었으며, 수지 와일스와 미국 국가안전보장회의 직원 워커 배럿을 포함한 수백 명의 다른 사람들과 연결되어 있었다고 보도했다. 보안 전문가들은 와이어드에 이러한 연결에 대한 지식이 외국 행위자에 의해 악용될 수 있다고 말했다. 이 계정은 이 보도 이후 비공개로 전환되었다. 월스트리트 저널은 이후 헤그세스가 그의 아내를 두 차례의 외국 군 관계자 회의에 동반했다고 밝혔다. 일반적으로 회의 참석자는 논의되는 민감한 정보 때문에 보안 허가를 받은 사람으로 제한된다. 2025년 4월 1일, 워싱턴 포스트는 왈츠를 포함한 국가안보회의 구성원들이 암호화되지 않은 개인 Gmail 계정으로 정부 업무를 수행했다고 보도했다. 또한 왈츠가 회의 및 토론 조율을 위해 자신의 일정을 시그널에 복사하여 붙여넣기했다고 보도했다.
2025년 5월 2일, 국무회의 중 찍힌 왈츠의 사진에서 그가 이스라엘 회사 텔레메시지가 제작한 TM SGNL이라는 비공식 시그널 호환 앱(iOS 및 안드로이드 사용 가능)을 사용하고 있음이 드러났다. 드롭 사이트 뉴스는 많은 텔레메시지 핵심 직원들의 IDF 배경을 고려할 때 이스라엘의 간첩 활동 가능성에 대한 우려를 제기했다. 404 미디어는 해커가 "15분에서 20분" 만에 텔레메시지 서버를 침투하여 DHS 전화번호와 이메일을 공개하고 비행 중 메시지를 캡처할 수 있었다고 보도했다.

## 여파

### 아메리칸 오버사이트 대 헤그세스
3월 26일, 정부 감시 단체인 아메리칸 오버사이트는 컬럼비아 특별구 지방법원에 피트 헤그세스, 털시 개버드, 존 랫클리프, 스콧 베선트, 마코 루비오, 그리고 미국 국립문서기록관리청을 상대로 연방 기록법과 행정 절차법을 준수하지 않았다고 주장하며 소송을 제기했다. 이 사건은 제임스 보스버그 판사에게 배정되었다. 다음 날, 판사는 임시 금지 명령을 내리고 정부에 3월 11일부터 15일까지의 모든 시그널 통신을 보존하고 다음 월요일까지 메시지 보존을 위해 취한 조치를 명시하는 선언문을 포함한 상황 보고서를 제출하도록 명령했다.
보스버그는 또한 J.G.G. 대 트럼프라는 또 다른 트럼프 행정부 사건을 주재하고 있는데, 이 사건은 외국인 적법을 사용하여 범죄 조직 아라과 열차의 구성원으로 추정되는 베네수엘라 국적자를 엘살바도르에 있는 교도소로 추방하는 것과 관련이 있다. 언론인 콜린 칼름바허는 이 사건에서 행정부가 보스버그에게 베네수엘라인을 엘살바도르 교도소로 데려가는 데 사용된 상업 항공편에 대한 정보를 제공하지 않을 것이라고 말하며 국가 기밀 특권을 주장했고, 반면 이 사건에서는 행정부가 기밀 국가안보 정보가 누설되지 않았다고 공개적으로 주장했다는 점을 지적했다.

### 무단 공개 조사
3월 21일, 헤그세스의 비서실장 조 캐스퍼는 "민감한 통신과 관련된 최근의 무단 국가안보 정보 공개"에 대한 조사를 요청하는 메모에 서명했으며, "이 조사 실행에서 거짓말 탐지기 사용은 해당 법규 및 정책에 따라 이루어질 것"이라고 덧붙였다. 조사 대상 유출에는 파나마 운하의 작전계획, 홍해로 향하는 두 번째 항공모함, 일론 머스크의 논란이 된 펜타곤 방문, 우크라이나 정보 수집 중단이 포함되었다.
2025년 4월 15일, 펜타곤의 부비서실장이었던 대린 셀닉은 정직되었고, 헤그세스의 고위 고문인 댄 칼드웰은 펜타곤에서 호송되었다. 헤그세스는 예멘의 후티에 대한 공격 개시를 준비하면서 칼드웰을 국가안보회의의 최고 연락 담당자로 지명했다. 두 국방부 관리는 민감하고 기밀 자료 유출 혐의로 행정 휴가를 받았다. 거짓말 탐지기 테스트가 시행되었는지는 알려지지 않았다.
가디언의 이후 보도에 따르면, 헤그세스가 최근 고위 고문으로 임명한 미국 DOGE 서비스 임시 조직의 전 펜타곤 책임자 저스틴 풀처는 셀닉, 칼드웰, 국방부 차관 비서실장 콜린 캐롤을 유출에 연루시킨 불법적인 국가안보국 도청을 알고 있다고 허위로 주장했다. 이 주장은 보좌관들의 해고에 기여했다고 한다. 풀처는 이 설명을 부인했다. 2025년 3월, 포브스지는 풀처가 그의 국가안보 및 사업적 성과를 과장한 것으로 보인다고 밝혔다.

### 감찰관 조사
시그널 그룹 채팅 유출 사건 이후, 사건에 대한 신속한 감찰관 조사가 요청되었다. 2025년 3월 27일, 미국 상원 군사위원회 위원장 로저 위커 (R-MS) 상원의원과 서열 위원장 잭 리드 (D-RI) 상원의원은 트럼프 행정부에 피트 헤그세스와 다른 국방부 관리들이 펜타곤 정책, 절차 및 분류 요건을 준수했는지 여부에 대한 신속한 IG 평가를 공동으로 요청했다. 이 요청에 대한 응답으로, 4월 3일, 펜타곤 감찰관 대행 스티븐 A. 스테빈스는 헤그세스에게 보낸 통지서에서 그룹 채팅에서 그의 시그널 사용을 조사하고 있다고 발표했다.
이 조사는 국방부 내부에 혼란을 야기하여 긴장을 고조시키고 전 비서실장 조 캐스퍼를 포함한 여러 고위 국방부 관리들의 해고와 사임을 초래했다. 5월 1일, 사건 소식이 전해지자, 펜타곤 감찰관은 헤그세스가 가족 구성원들을 포함하여 만든 두 번째 시그널 그룹 채팅으로 조사를 확대했다.

### 마이크 왈츠와 앨릭스 웡의 퇴임
2025년 5월 1일, 마이크 왈츠 국가안보보좌관과 그의 부관인 앨릭스 웡이 국가안보회의 직책에서 물러날 것이며, 마코 루비오가 임시 국가안보보좌관을 맡을 것이라고 밝혀졌다. 곧이어 트럼프가 왈츠를 유엔 대사로 지명할 의향이 있다고 발표되었다.

## 반응

### 도널드 트럼프
기사 발표 두 시간 후, 트럼프가 루이지애나주 주지사 제프 랜드리와 함께 공개 행사에 있을 때, 유출에 대해 질문을 받자 자신은 모르고 있었다고 말했다. 다음 날인 3월 25일, 그는 NBC 뉴스에 "마이클 [왈츠]의 사람들 중 한 명이 전화로 그랬다. 직원이 그의 번호를 거기에 올려놓았다"고 말하며 왈츠에 대한 신뢰를 표명했다.
트럼프는 이 사건의 책임자를 해고하는 질문을 일축하며, 행정부가 "조사했다"며 "일어날 수 있는 일"이라고 말했다. 처음에는 트럼프가 시그널에 대해 아무것도 모른다고 말했지만, 나중에는 "그 순간에 최고의 기술이었다"고 덧붙였다. 트럼프는 디 애틀랜틱을 비판하고 골드버그를 "아주 지루해서 일찍 떠난" 채팅을 발견한 "저속한 사람"이라고 불렀다. 그는 나중에 미국 지방법원 판사 제임스 보스버그를 "수치스럽다"고 비판하고, 그가 "대규모" 트럼프 정신 이상 증후군에 시달린다고 비난했다. 이 판사는 트럼프가 "통계적으로 불가능하다"고 주장한 채팅 관련 사건을 감독하도록 배정되었다. 트럼프는 나중에 피트 헤그세스가 "훌륭한 일을 하고 있다"고 말하며, 정치 스캔들과 그로 인한 논란을 헤그세스에 대한 "마녀사냥"이라고 묘사하고 왈츠가 이에 대한 책임을 졌다고 덧붙였다.
디 애틀랜틱은 트럼프가 개인적으로는 그의 보좌관들의 무모함에 화가 났지만, 대중 앞에서는 언론과 기자들을 공격하는 데 집중했다고 보도했다.

### 트럼프 행정부
2025년 3월 24일 디 애틀랜틱이 보고서를 발표했을 때, 미국 국가안전보장회의 대변인 브라이언 휴스는 메시지 체인이 진짜임을 확인하고 "부주의하게 번호가 체인에 추가된 방식"을 검토하고 있다는 성명을 발표했다. 휴스는 이 스레드가 "고위 관리들 간의 깊고 사려 깊은 정책 조율"을 보여주는 것이라고 특징지으며, 이 사건으로 인해 "미군이나 국가안전보장에 대한 위협은 없었다"고 말했다.
3월 24일, 백악관 대변인 캐럴라인 레빗은 트럼프 대통령이 "미국 국가안보보좌관 마이크 왈츠를 포함한 그의 국가안보팀에 대한 최대한의 신뢰"를 유지하고 있다고 진술했다. 그녀는 기자들이 헤그세스를 믿어야 한다고 제안했으며, 골드버그는 "등록된 민주당원이자 반트럼프 선정주의 기자"라고 말했다. 3월 26일, 캐럴라인 레빗은 일론 머스크가 골드버그가 채팅에 어떻게 추가되었는지 백악관이 조사하는 것을 돕기 위해 "기술 전문가"를 자원했다고 말했다. 이 사건에 대해 미국 국가정보국장 털시 개버드는 기밀 정보가 공유되지 않았다고 말했다.
익명의 행정부 소식통에 따르면, 이 사건은 내부적인 우려를 불러일으켰으며, 여러 행정부 관리들은 보안 침해에 충격을 표했다. 다른 관리들은 시그널이 행정부 전체에서 통신을 위해 광범위하게 사용되고 있었으며, 이로 인해 내부 통신에 대한 새로운 지침이나 규칙을 시행하는 것에 대한 내부 논의가 있었다고 말했다. 트럼프가 이 문제로 인해 어떤 관리도 해고할 계획이라는 즉각적인 징후는 없었다.

#### 채팅 멤버들
하와이 진주만-히컴 합동 기지에 착륙한 후, 헤그세스는 문자 메시지에서 전쟁 계획이 논의되지 않았다고 말했다. 밴스의 통신 국장 윌리엄 마틴은 "밴스 부통령은 현 행정부의 외교 정책을 전적으로 지지한다"며 "대통령과 부통령은 이 문제에 대해 후속 대화를 가졌으며 전적으로 동의한다"는 성명을 발표했다. CIA 국장 존 랫클리프는 시그널이 그룹 채팅에 허용되었다고 말했다.
3월 25일, 미국 대사 지명자들과의 백악관 행사에서 왈츠는 골드버그와 상호 작용한 적이 없다고 말했다. "특히 이 사람과는 한 번도 만난 적도, 알지도, 소통한 적도 없다." 왈츠는 그를 "우연히 마주치거나 경찰 대면에서 보더라도 알아보지 못할 것"이라고 말하며 골드버그를 "기자 중 가장 밑바닥 쓰레기"라고 불렀다. 왈츠의 주장 이후 2021년 프랑스 대사관 행사에서 왈츠와 골드버그가 나란히 서 있는 사진이 소셜 미디어에 유포되었다. 골드버그는 그 사진에 대해 "당신 눈으로 우리를 함께 봤다면, 당신 눈이 우리를 함께 본 것"이라고 말했다.
왈츠는 로라 잉그램과의 인터뷰에서 골드버그가 그룹 채팅에 포함된 것에 대해 "전적인 책임"을 지겠다고 말했지만, 인터뷰 후반에 디 애틀랜틱의 보도와 골드 스타 가족와 러시아 "사기".에 대한 보도를 비판했다. 트럼프는 나중에 "그가 사과할 필요가 없다고 생각한다. 그가 최선을 다하고 있다고 생각한다"고 말했다. 트럼프는 왈츠의 직원이 골드버그를 포함했다고 주장했지만, 이는 나중에 왈츠가 전국 TV에서 부인했다.
왈츠는 또한 골드버그가 시그널 채팅에 스스로 추가했거나, 기술적인 문제로 인해 침해가 발생했다고 주장했는데, 골드버그는 나중에 이 주장을 "미친 소리"라고 묘사했다. 골드버그는 3월 11일 왈츠로부터 메시지 요청을 받았고, 이를 수락했다고 주장한다. 골드버그는 또한 인터뷰에서 "만약 제가 그렇게 악랄한 사람이라면, 왜 마이크 왈츠의 전화에 제 번호가 있고, 왜 그가 저를 이 채팅에 포함시키고 있나? 그리고 행정부가 군사 작전을 고려하는 방식에 대해 흥미로운 정보를 알게 되었을 때 기자가 무엇을 할 것이라고 예상하는가? 그들은 정말 무엇이 일어날 것이라고 생각하는가?"라고 말했다.

### 미국 의회

#### 하원
공화당 하원의장 마이크 존슨은 3월 24일에 "그 통화에 연루된 사람들에게 불리한 결과가 있다면 그것은 끔찍한 실수라고 생각한다. 그들은 좋은 일을 하려고 노력했고, 임무는 정확하게 수행되었다. 결국 그것이 중요하다고 생각한다."고 말했다. 그는 "부주의하게 전화번호가 그 스레드에 들어갔다고 한다. 그들은 그것을 추적하여 다시는 그런 일이 없도록 할 것"이라고 덧붙였다. 존슨은 행정부가 이 문제를 해결할 것이라고 자신감을 표명하며 "그들이 고칠 것이다. 그들이 고칠 것이다"라고 말했다.
하원 소수당 원내대표 하킴 제프리스 (D-뉴욕)는 이 사건에 대한 의회 청문회를 요구하며, 무슨 일이 일어났는지 파악하고 "이러한 국가안보 침해 사고가 다시는 발생하지 않도록" 하는 것이 중요하다고 말했다. 제프리스는 행정부가 민감한 정보를 다루는 방식이 "무모하고 무책임하며 위험하다"고 말했다. 그는 이번 유출이 트럼프가 "최고의 인재만을 고용하겠다"고 약속했지만, 대신 "아첨꾼과 무능한 측근들로 가득 찬" 행정부를 세웠다는 증거라고 말했다.
하원의원 짐 하임스 (D-코네티컷), 미국 하원 정보위원회 서열 위원은 고위 국가안보 관리들이 암호화되었지만 상업용 메시징 애플리케이션을 통해 민감한 정보를 공유했다는 보도에 대해 강한 우려를 표명하며 "경악했다"고 말했다. 그는 이러한 행동을 "국가안보를 보호하기 위해 존재하는 법과 규정을 노골적으로 위반한 것"이라고 특징지었다.
하원 외교위원회 서열 위원 그레고리 믹스 (D-뉴욕)는 위원장 브라이언 매스트 (R-플로리다)에게 의회 청문회를 개최할 것을 요구했으며, 이번 유출을 "최근 역사상 가장 놀라운 국가안보 침해"라고 불렀다.
미국 공군 준장 출신이자 하원 군사위원회 위원인 돈 베이컨 (R-네브래스카) 의원은 백악관의 사건 경시 노력을 거부하고 비판하며 "백악관은 이것이 기밀이나 민감한 데이터가 아니라고 부인하고 있다. 그들은 그냥 인정하고 신뢰를 보존해야 한다"고 말했다.  그는 또한 CNN에서 "러시아와 중국이 그 두 전화를 모니터링하고 있다는 것을 99.99% 확신한다. 그러므로 이것은 보안 위반이며, 러시아와 중국이 예멘이나 후티에 대한 실제 공격 몇 시간 내에 이 정보를 보았다는 것은 의심의 여지가 없다"고 말했다. 베이컨은 또한 그룹 채팅을 "심각한 오류"라고 부르며 "그들은 고의적으로 매우 기밀한 정보를 비기밀 장치에 넣었다. 나는 공군에서 이런 일 때문에 보안 허가를 잃었을 것이고, 훨씬 덜한 일로도 그랬을 것"이라고 말했다. 4월 20일 추가 시그널 채팅 보도 이후, 베이컨은 "내가 책임자였다면 용납하지 않았을 것"이며 헤그세스가 "법 위에 있는 것처럼 행동하고 있다. 이는 아마추어적인 행동을 보여준다"고 말했다. 폴리티코는 이를 베이컨이 헤그세스의 해고를 요구한 것으로 보도했다.

#### 상원
상원 소수당 원내대표 척 슈머 (D-뉴욕)는 3월 24일 의회 연설에서 이 사건을 최근 역사상 "가장 놀라운 군사 정보 침해" 중 하나로 규정했다. 슈머는 공화당 동료들에게 이 보안 침해에 대한 의회 청문회에 협력할 것을 촉구하며, 상황이 매우 심각하며 즉각적인 주의가 필요하다고 설명했다. 슈머는 나중에 행정부 관리들에게 보안 프로토콜 교육을 위한 사무실을 설립하는 내용의 작전 보안법(OPSEC Act of 2025) 법안을 발의했다.
상원 다수당 원내대표 존 튠 (R-사우스다코타)은 이 문제를 상세히 조사할 것이라고 진술했다. 상원의원 존 코닌 (R-텍사스)은 더욱 비판적인 평가를 내리며, 이를 "엄청난 실수"라고 묘사하고 "범기관이 이를 검토할 것"이라고 제안했다. 이는 그룹 채팅에 여러 정부 기관의 장이 포함되어 있다는 사실을 언급한 것이다.
로드아일랜드의 잭 리드 (D), 미국 상원 군사위원회 서열 위원은 이 사건을 자신의 경력 동안 목격한 "가장 심각한 작전 보안 및 상식의 실패" 중 하나라고 부르는 성명을 발표했다. 그는 보안 허점에 대해 행정부로부터 즉각적인 답변을 구할 의사를 밝혔다. 미시시피의 로저 위커 (R) 상원의원이자 상원 군사위원회 위원장은 더욱 신중한 접근 방식을 취했지만, 상황의 심각성을 인정했다. 기자들에게 말하면서 위커는 위원회가 이 사건에 대해 "매우 우려하고 있다"며 "초당적으로 조사할 계획"이라고 확인했다. 이는 대부분의 공화당 의원들이 조사나 청문회를 명시적으로 요구하지 않은 것과 달리, 공화당 지도부의 더욱 강력한 반응 중 하나였다.
이라크 전쟁 참전 용사인 일리노이의 태미 더크워스 (D) 상원의원은 헤그세스를 "역사상 가장 자격 없는 국방부 장관"이라고 묘사하고, 그가 "그룹 채팅에서 기밀 작전계획을 실제로 유출함으로써 자신의 무능함을 입증했다"고 비난했다. 그녀는 또한 "헤그세스와 트럼프는 민감한 정보를 다루는 방식을 통해 우리 나라를 덜 안전하게 만들고 있다"고 주장했다.
매사추세츠의 엘리자베스 워런 (D) 상원의원은 이 사건을 "노골적으로 불법적이고 믿을 수 없을 정도로 위험하다"고 소셜 미디어에서 강력히 비난했다. 그녀는 행정부 관리들을 국가안보 문제를 다루는 "완전한 아마추어"라고 특징지으며, 유사한 비기밀 환경에서 어떤 다른 민감한 논의가 진행되고 있을지 의문을 제기하며 "그룹 채팅에서 어떤 다른 고도로 민감한 국가안보 대화가 진행되고 있나? 다른 임의의 사람들도 실수로 거기에 추가되었나?"라고 물었다.
알래스카의 리사 머카우스키 (R) 상원의원은 "만약 바이든이 대통령이었다면 이런 일이 터졌을 때 우리가 어떻게 했을지 생각해 보라... 우리는 지붕을 날려버렸을 것"이라고 말했다. 그녀는 "이것 때문에 누가 일자리를 잃을지 지켜보는 것이 흥미로울 것"이라고 덧붙였다.
하와이의 메이지 히로노 (D) 상원의원은 이 사건을 "심각하고, 무모하며, 불법적"이라고 묘사했다.
미주리의 조쉬 홀리 (R) 상원의원은 로라 잉그램과의 인터뷰에서 "좌파 언론"에 반대하며 "그들은 미국 국민이 지지하는 정책에 대해 논쟁할 수 없고, 미국을 국내외에서 안전하게 지키는 이러한 새로운 미국의 힘의 시연에 대해 논쟁할 수 없으니, 이제 우리는 문자 메시지에 누가 있고 누가 없는지에 대해 불평하고 있다"고 말했다.
애리조나의 마크 켈리 (D) 상원의원은 내셔널 퍼블릭 라디오와의 인터뷰에서 피트 헤그세스의 사임을 요구하며, 그가 "이 직책에 부적격하다"며 "그가 사임하지 않으면 대통령이 그를 해고해야 한다"고 말했다.

### 기타 정치 인사
전 CIA 국장이자 국방부 장관 리언 파네타는 "누군가는 해고되어야 한다"고 언급하며, 만약 골드버그가 아닌 다른 사람이 정보를 받았다면, 그들이 "즉시 예멘의 후티에게 자신들이 공격받을 것이라는 정보를 공개할 수도 있었다"고 강조했다.
전 국무장관이자 2016년 민주당 대선 후보 힐러리 클린턴은 X (구 트위터) 소셜 미디어 플랫폼에 "농담이지?"라는 짧은 성명으로 소식에 반응했다. 이 발언은 클린턴이 국무장관 재임 중 민감한 정보 처리에 대한 이전의 감시, 특히 연방 서버에 보관된 미국 국무부 공식 이메일 계정 대신 개인 이메일 서버를 사용하여 최고 기밀, 기밀, 공식 통신을 처리한 것에 대한 FBI 조사를 고려할 때 특히 주목받았다.
바이든 행정부에서 미국 교통부 장관을 지낸 전 해군정보국 장교 피트 부티지지는 이 사건을 "작전 보안 관점에서 상상할 수 있는 가장 높은 수준의 삽질"이라고 특징지으며 "[이 사람들은] 미국을 안전하게 지킬 수 없다"고 결론지었다.
트럼프 1기 행정부에서 미국 국가안보보좌관을 지낸 존 볼턴은 행정부가 시그널을 어떤 의미로든 사용하는 것을 "놀랍다"고 묘사했다.
전 인력 및 예비군 담당 공군 차관보 앨릭스 와그너는 "만약 공군 장병이나 우주군 장병 또는 민간인 직원이 개인 장치에 최고 기밀 정보를 공유한 것이 발견된다면, 이는 그들의 경력의 종말이 될 것이고 아마도 군사 재판이나 법무부에 형사 고발로 이어질 것"이라고 썼다. "예를 들어, 피트 헤그세스 국방부 장관에게 책임을 묻지 못한다면, 군의 작전 보안에 대한 중요한 헌신을 훼손하고 지도자들은 부하들보다 낮은 기준을 적용받는다는 부식적인 메시지를 보낼 것"이라고 썼다.

### 미군 관계자
뉴욕 타임스는 12명의 공군 및 해군 전투기 조종사들이 지도자들의 열악한 작전 보안과 자신의 실수를 인정하지 못하는 능력에 대해 우려를 표명했다고 보도했다.

### 국제 반응
유럽 대표들은 유출된 그룹 채팅에 대해 부정적으로 반응했으며, 익명의 여러 관리들은 "무모한" 유출과 유럽 국가들을 "무임승차자"로 헐뜯는 것에 대해 우려를 표명했다. 그럼에도 불구하고 유럽 관리들은 미국과의 외교 관계가 안정적으로 유지되고 있으며 자국 국민의 생명이 위험에 처해 있지 않다고 대중을 안심시켰다. 캐나다 총리 마크 카니, 자국과 미국 간의 관계 악화 상황에서, 이번 유출은 캐나다가 방위 능력 면에서 스스로를 더 돌봐야 함을 의미한다고 경고했다. 이스라엘 관리들은 이번 유출이 이스라엘이 미국에 제공한 민감한 정보를 포함하고 있었기 때문에 "격분"했다고 보도되었다.

## 같이 보기
- 워터게이트 사건
- 2023년 미국 소비자금융보호국 데이터 유출
- 2022년~2023년 미국 국방부 문서 유출
- 2020년 미국 연방 정부 데이터 유출
- 조 바이든 기밀문서 사건
- 도널드 트럼프의 기밀 정보 공개
- 힐러리 클린턴 이메일 논란
- 케이블게이트
- -게이트 스캔들 및 논란 목록
- 쇠제드 연설